# Heuchler
Heuchler (en español, "Hipócrita") es un álbum de la banda alemana de Metal Industrial Megaherz. Fue lanzado el 25 de julio de 2008. Es el primer álbum donde cuentan con su nuevo vocalista Alexander "Lex" Wohnhaas.

## Lista de canciones
| N.º | Título               | Traducción            | Duración |  |
| 1.  | «Heuchler»           | Hipócrita             | 4:59     |  |
| 2.  | «Das Tier»           | El animal             | 4:36     |  |
| 3.  | «Ebenbild»           | Imagen llana          | 5:10     |  |
| 4.  | «Mann von Welt»      | Hombre del mundo      | 4:24     |  |
| 5.  | «Fauler Zauber»      | Truco vago            | 4:24     |  |
| 6.  | «Mein Gral»          | Mi Grial              | 3:56     |  |
| 7.  | «L'Aventure»         | La aventura           | 5:01     |  |
| 8.  | «Schau In Mein Herz» | Examina en mi corazón | 4:26     |  |
| 9.  | «Kaltes Grab»        | Fría tumba            | 5:21     |  |
| 10. | «Alles Nur Lüge»     | Todo es mentira       | 4:36     |  |
| 11. | «Morgenrot»          | Mañana roja           | 4:10     |  |

## Edición limitada
| N.º | Título                              | Duración |  |
| 1.  | «Das Tier (Orchester Version)»      | 4:37     |  |
| 2.  | «Das Tier (Orchester Only-Version)» | 4:37     |  |